# Florian Baxmeyer
Florian Baxmeyer (Essen, 1974) è un regista tedesco.

## Biografia
Baxmeyer ha studiato sociologia dal 1995 al 1998 a Colonia (in tedesco Köln), ha lavorato anche come assistente alla regia di Jürgen Roland Christoph Eichhorn, Raoul Heimrich e come un manager di Cobra 11. Dal 2000 al 2002 ha studiato regia presso la Scuola Media di Amburgo.
Per il suo film, La giacca rossa (Die rote Jacke) è stato nominato nel 2004 per l'Oscar per il miglior cortometraggio, e vincitore del Premio Studio Hamburg Newcomer e l'Oscar dello Studente.
Il costoso I tre investigatori e l'isola misteriosa (Die drei ??? – Das Geheimnis der Geisterinsel) con oltre 7000000 € di produzione è stata finora la sua più grande avventura da regista.

## Filmografia

### Cinema
- Pas de Deux (2000)
- Benny X (2001)
- La giacca rossa (Die rote Jacke) (2002)
- Elite Murderous (2003)
- Il sangue dei templari (Das Blut der Templer) (2004)
- I tre investigatori e l'isola misteriosa (Die drei ??? – Das Geheimnis der Geisterinsel) (2007)
- I tre investigatori e il castello del terrore (2009)
- Bach - Il miracolo della musica (2024)

### Televisione
- Tribes of Europa – serie TV (2021)